# Kanał Zanzibarski
Kanał Zanzibarski (ang. Zanzibar Channel) – cieśnina oddzielająca Zanzibar od stałego lądu Tanzanii. Cieśnina ma 120 km długości i 30-40 km szerokości, jej głębokość waha się od kilkudziesięciu metrów w części centralnej do kilkuset metrów na północy i południu. U południowego wejścia do cieśniny stoi latarnia morska na Ras Kanzi, 22 km na południe od Dar es Salaam.